# Рогув (Конецький повіт)
Рогув (пол. Rogów) — село в Польщі, у гміні Конське Конецького повіту Свентокшиського воєводства.
Населення — 1383 особи (2011).

## Демографія
Демографічна структура на день 31 березня 2011 року:
|          | Загалом | Допрацездатний вік | Працездатний вік | Постпрацездатний вік |
| -------- | ------- | ------------------ | ---------------- | -------------------- |
| Чоловіки | 669     | 131                | 471              | 67                   |
| Жінки    | 714     | 131                | 401              | 182                  |
| Разом    | 1383    | 262                | 872              | 249                  |